# Harold Shergold
Harold Shergold (ur. 5 grudnia 1916) – pracownik brytyjskiej Tajnej Służby Wywiadowczej MI6.
W wywiadzie od 1940, w 1946 pracownik Stacji SIS w Bad Salzufflen, Berlinie i Kolonii. Następnie od 1954 w centrali MI6, gdzie w 1966 został szefem Wydziału Związku Radzieckiego i Europy Wschodniej w Zarządzie Produkcji Secret Intelligence Service.
Podczas sprawowania funkcji szefa Wydziału Związku Radzieckiego i Europy Wschodniej w Zarządzie Produkcji Secret Intelligence Service Harold Shergold przesłuchiwał innego pracownika MI6 George'a Blake'a, który – jak się okazało – był radzieckim kretem w brytyjskim wywiadzie, a także prowadził pułkownika radzieckiego wywiadu wojskowego GRU Olega Pieńkowskiego (zwanego najważniejszym szpiegiem zimnej wojny) podczas jego współpracy z MI6 i CIA na początku lat 60.